# クリスマス・イヴ (映画)
『クリスマス・イヴ』は、2001年に公開された日本のサスペンス映画。原作は岡嶋二人の同名小説。R-15指定。
キャッチコピーは「殺して殺して殺して、殺して…。」

## 概要
ギャガ・コミュニケーションズと東映ビデオが共同製作した「デジタル・シネマ・プロジェクト」の第1弾となる本作は、サスペンス作品としては異色の「ニュー・フィアー・ムービー」と銘打たれ、叫びが特に強調された。本プロジェクトはその1週間後も第2弾として『EKOEKO AZARAK エコエコアザラク』が公開された。
クリスマスを題材にした作品ではあるが、随所の惨殺シーンが『悪魔のサンタクロース 惨殺の斧』を彷彿とさせる等、国内におけるスプラッター映画としては類を見ないほど残虐な場面が極めて多い。グロテスクで過激な描写はもとより、予測不可能なストーリー展開も話題をさらっている。
撮影にはHDCAMの30Pモードが使用され、デジタル処理が制作当時の最高画質で行われた。

## ストーリー
山深い別荘でのクリスマス・パーティに向かった敦子と喬二。夜になって到着したその別荘はまっ暗で、荒らされた室内には友人の血まみれの死体が…。雪に閉ざされ孤立した別荘地でイヴの夜に起こった恐ろしき惨劇。凶悪で強靱な殺人鬼から果たして逃れることはできるのか！？

## 出演
- 光瀬敦子 - 黒坂真美
- 高橋喬二 - 山村アキラ
- 堀内賢志 - 佐伯俊
- 辰野泰三 - 下條アトム
- 安田朋美 - 佐井仁美
- 小坂展高 - 玉木宏
- 南波留子 - 渡瀬美遊
- リョウ - 小柴亮介

ほか

## スタッフ
- 製作：ギャガ・コミュニケーションズ、東映ビデオ
- 監督・編集：雑賀俊郎
- 企画：竹本克明、折坂哲郎、松井俊之
- 製作者：田中和彦、黒澤満
- プロデューサー：公野勉、坂上也寸志
- 原作：岡嶋二人（講談社文庫）
- 脚本：最合のぼる
- 音楽：神尾憲一
- 撮影：遠藤政史
- 美術：広田徳弘
- ビジュアルエフェクト：角本輝夫
- 照明：大場智史
- 録音：奈良岡純一
- アソシエイトプロデューサー：松橋真三
- 協力：泉放送制作、ビデオフォーカス、ニューテレス、大福ロケーションサービス、金子雅勇
- 制作協力：ソーラーカンパニー
- 配給：ギャガ・コミュニケーションズ
- 配給協力・宣伝：リベロ

## 主題歌
『あなたの中の情熱が見たい』
作詞 - 原田麻裕美 / 作曲 - Kevin Kjaz Jasper /  歌 - Groove Crystal
アルバム「The Love Bible（avex trax）」より

## 20世紀最後のクリスマス・イヴ
公開に先立ち、2000年12月20日に六本木のオリベホールにて開催された「20世紀最後のクリスマス・イヴ」に本作が先行公開された。ネット応募により選ばれた一般客が正統派ラブストーリーだと信じる中、惨殺シーンが始まるとわずか数分で途中退場する客が続出。20世紀最後にして一般客を最大の恐怖に陥れたクリスマスイベントとなった。

## オークション出品
ヒロインである敦子のジャンパーなど、撮影に使われた物品並びにサウンドトラックはオークションに出品され、2001年4月27日の舞台挨拶にて落札者が発表された。このうち、敦子のジャンパーとハンドバッグは敦子役の黒坂真美から直接落札者に渡された。